# Objeto de diseño
Un objeto de diseño es todo aquel objeto, que por medio de un proceso productivo, aparenta provenir de un proyecto de diseño.
Esta apariencia es fundamental, ya que ante cualquier evaluación de diseño, el exterior del objeto (lo que aparenta) dice su cualidad.
Dentro del mundo de los objetos de diseño, encontramos desde un clip, pasando por indumentarias y objetos de uso cotidiano, hasta aviones e incluso la Estación Espacial Internacional.
El significado e interpretación que se agrega a un siempre depende del tiempo, espacio, cultura e incluso del estado emocional. 
El identificar un objeto se basa en una lectura simbólica —similar a cuando nosotros leemos—.Así como se aprende a leer los símbolos numéricos y alfabéticos, así también se comienza aprender a interpretar los colores, formas, texturas, materiales, tamaños, pesos, movimientos, posiciones, luces, sombras, es decir, todas aquellas cualidades que conforman a los objetos. Identificar o relacionar a un objeto con su función y contextualizarlo. Un ejemplo es ver una silla en una cocina y pensar en sentarse a comer, por el contrario ver una silla en un jardín se relaciones con el descanso.
Un objeto por sí solo no existe, porque cualquier objeto se ve rodeado por un entorno y éste se interpreta sensorialmente, a medida que evocamos el recuerdo del objeto, nos llega una re-experimentación de sensaciones que traen a la mente no sólo la parte semántica por ser del objeto recordado, sino también todas las actividades y emociones que lo rodean, es decir, el objeto es como una obra literario; impacta y se diluye en nosotros.
La sensibilidad se descubre en los objetos sólo nos proporciona interpretaciones, es decir que los objetos transmiten un discurso. Los objetos son una representación abstracta de la razón y emociones, en donde interviene una multiplicidad de elementos holísticos que definen la vida cotidiana.
Siempre somos afectados por los objetos, pues cada objeto representa una extensión tangible e intangible de las personas. 
Volviendo al ejemplo de la silla, cuando alguien se sienta en ella, se extienden las propias limitantes físicas y el objeto y la persona se unifican para desarrollar actividades y experiencias que no podrían suceder sin los apoyos de los objetos. Se crea un ambiente de intimidad con el sentido personificado que agregamos al objeto, nos representamos en él y de ahí que coloquemos nuestras experiencias y aspiraciones en un objeto, dándole una clase de valor que ya no es sólo funcional y monetario, sino espiritual.